# Mimi Karlsenová
Mimi Karlsenová (nepřechýleně: Karlsen, * 23. leden 1957, Maniitsoq) je grónská politička, učitelka, v letech 2021 až 2023 grónská ministryně práce a sociálních věcí a od roku 2023 předsedkyně Grónského parlamentu.

## Životopis

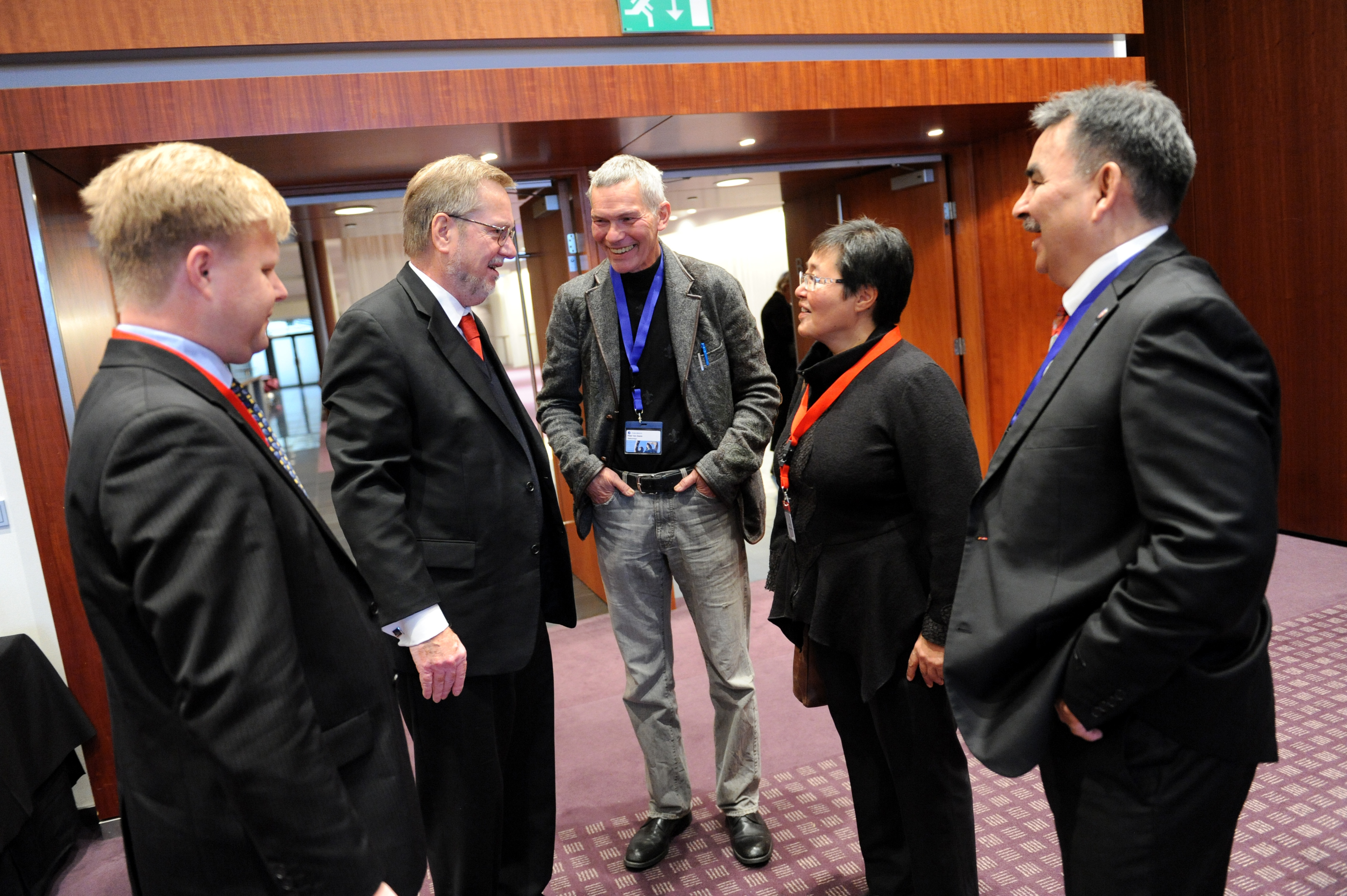
Mimi Karlsenová hovoří se svým dánským protějškem Per Stigem na zasedání Severské rady v roce 2010

Mimi Karlsenová se narodila 23. ledna 1957 v Maniitsoqu. v letech 1964 až 1972 navštěvovala školu v Maniitsoqu. Po ročním pobytu v zahraničí v Klemenskeru navštěvovala v letech 1973 až 1975 střední školu Atuarfik Kilaaseeraq v Maniitsoqu. V letech 1976–1981 působila jako učitelka sportu v Nuuku a zároveň se vzdělávala jako učitelka v Grónském semináři (Ilinniarfissuaq). V roce 1981 učila dívky tělesnou výchovu v Najugaqarfik Elisibannguaq. V roce 1987 se stala učitelkou v Atuarfik Kilaaseeraq, kde působila téměř nepřetržitě až do roku 2009. V letech 2002 až 2009 se angažovala v Grónském červeném kříži, v letech 2006–2008 byla jeho místopředsedkyní.
Mimi Karlsen byla v letech 2005–2008 místostarostkou obce Maniitsoq. V letech 2009 až 2013 byla členkou obecní rady obce Qeqqata Kommunia. V parlamentních volbách v roce 2009 kandidovala za stranu Inuitské společenství a byla zvolena. Poté byla jmenována ministryní kultury, školství, církví a výzkumu v Kleistově vládě. V roce 2011 došlo k obměně vlády a stala se ministryní pro rodinu, kulturu a rovnost. V roce 2013 byla opět zvolena do parlamentu. Mandát obhájila i v letech 2014 a 2018. V komunálních volbách v roce 2021 opět kandidovala a získala křeslo v radě Qeqqata Kommunia. V parlamentních volbách v roce 2021 se jí opět podařilo získat křeslo v Inatsisartutu, poté byla jmenována ministryní sociálních věcí a trhu práce v Egedeho vládě, od 27. srpn do 27. září 2021 působila dočasně jako ministryně dětí, mládeže a rodiny za odstoupivšího Eqaluka Høegha.
Dne 22. září 2023 rezignovala na ministerské křeslo, aby nahradila Kima Kielsena na postu předsedy parlamentu.